# Художнє редагування
Худо́жнє редагува́ння — редагування, яке передбачає контроль редактора за дотриманням естетичних норм оформлення видання й виправлення виявлених помилок.

## Основні етапи художнього редагування
1. підготовчий, на якому формується концепція і художній образ видання. На цьому етапі художня редакція готує описову композиційно-графічну модель видання, проект видання, фізичну композиційно-графічну модель видання (макет). У створення цих документів беруть участь головний редактор, головуючий відділу художнього редагування, технічний редактор, дизайнер;
2. етап редагування — художній редактор замовляє художникам і фотографам потрібні йому ілюстрації, шрифти, декоративні елементи. Після отримання потрібних матеріалів художній редактор виконує редагування оригіналів. У роботі: авторські текстові оригінали, авторські зображальні оригінали, видавничі текстові оригінали, видавничі зображальні матеріали;
3. композиційно-технічний етап (верстка) — на цьому етапі створюється просторова композиційно-графічна модель видання (оригінал-макет, верстка, репродукований оригінал-макет).

## Склад відділу художньої редакції
Голова відділу (працює з кадрами і формує замовлення на зображальні матеріали), художник (створює ілюстрації, орнаменти, шрифти), фотограф, дизайнер (готує макет видання), художній редактор (редагує зображальні матеріали, відстежуючи помилки в композиції, ракурсах, розміщенні ілюстрацій, відтворенні кольорів, усуваючи дефекти зернистості, нечіткості відтворення тощо; створює дизайн тексту; формує композицію сторінок, розворотів, видання загалом), технічний редактор (відстежує відповідність оформлення вимогам стандартів, узгоджує діяльність видавництва і поліграфічного підприємства).